# Rolante
Rolante é um município brasileiro do estado do Rio Grande do Sul.

## História

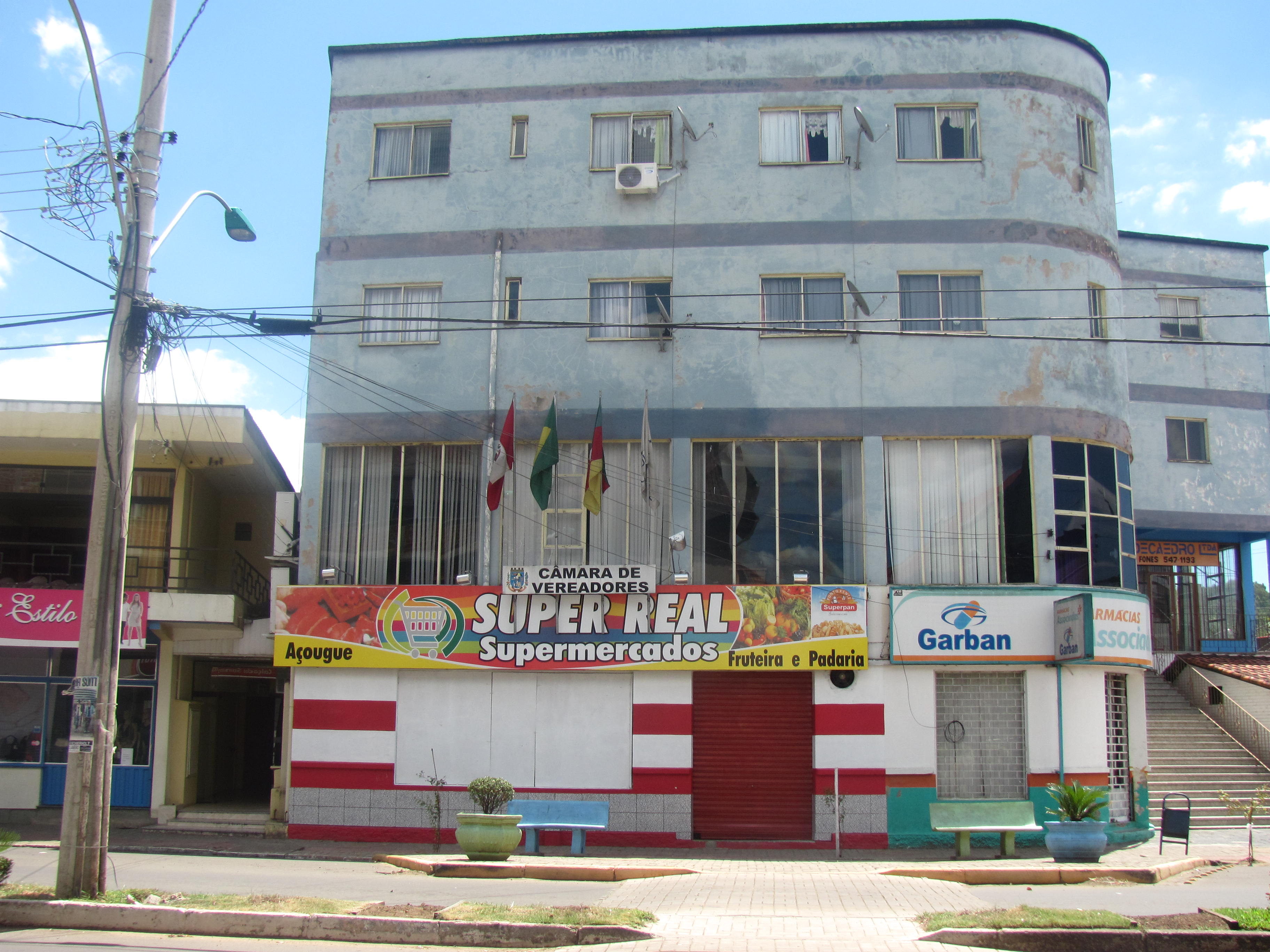
Sede da Câmara Municipal

O nome do município vem do rio, que foi assim chamado por ser impetuoso e violento nas suas cheias, levando junto o que encontrasse pelo caminho.
A emancipação política de Rolante do município de Santo Antônio da Patrulha se deu, após algumas tentativas frustradas, em dezembro de 1954, decretada em 28 de fevereiro de 1955, e o primeiro prefeito foi o Sr. Hugo Zimmer. Em meados da década de 80, o Distrito de Rolantinho, a partir de uma comissão e alguns insucessos, conseguiu a emancipação política de Santo Antônio da Patrulha e a anexação ao município de Rolante, correspondendo hoje à porção sul do território deste. Em 1988, o município perde seu território a leste pela emancipação política de Riozinho. Em 1995, as localidades de Canta Galo, Colônia Monge, Caconde, Morro da Figueira e Colônia Fleck são desmembradas de Santo Antônio da Patrulha e passam para o município de Rolante.